# Atelopus tamaense
Atelopus tamaense är en groddjursart som beskrevs av La Marca, García-Pérez och Renjifo 1990. Atelopus tamaense ingår i släktet Atelopus och familjen paddor. IUCN kategoriserar arten globalt som akut hotad. Inga underarter finns listade.